# Tir à l'arc par équipes masculin aux Jeux olympiques d'été de 2020
Navigation
Rio de Janeiro 2016 Paris 2024
L'épreuve masculine par équipes de tir à l'arc des Jeux olympiques d'été de 2020 se tient au Parc Yumenoshima à Tokyo, au Japon, le 26 juillet 2021.

## Format de la compétition
Les équipes sont composées de trois archers. Les 12 meilleures équipes sont classées par rapport aux résultats obtenus par leurs athlètes lors du tour de qualification de l'épreuve individuelle (72 flèches au total). Ce classement détermine le tableau de la phase finale.
Les 4 meilleures équipes des qualifications sont têtes de série et sont exemptées du premier tour.
Chaque match se compose de quatre sets de 6 flèches, deux par archer. L'équipe avec le score le plus élevé sur l'ensemble  — le total des six flèches — reçoit deux points pour la manche ; si les équipes sont à égalités, chacune reçoit un point sur la manche. La première équipe à cinq points gagne le match. Le vainqueur se qualifie pour le tour suivant tandis que l'équipe perdante est éliminée de la compétition.

## Programme
Les horaires sont ceux de Tokyo (UTC+9).
| Jour   | Date                  | Début  | Fin     | Épreuve            | Phase                  |
| ------ | --------------------- | ------ | ------- | ------------------ | ---------------------- |
| Jour 4 | Lundi 26 juillet 2021 | 9 h 30 | 16 h 40 | Par équipes hommes | Éliminations/Médailles |

## Records
Avant cette compétition, les records mondiaux et olympiques sont les suivants. Ils ont été réalisés lors des Jeux 2012 par l'équipe sud-coréenne.
- 216 flèches lors du tour de classement

| Date            | Archers                                             | Lieu    | Performance | Record |
| --------------- | --------------------------------------------------- | ------- | ----------- | ------ |
| 27 juillet 2012 | Corée du Sud Im Dong-Hyun, Kim Bub-Min, Oh Jin-Hyek | Londres | 2087        | WR     |
| 27 juillet 2012 | Corée du Sud Im Dong-Hyun, Kim Bub-Min, Oh Jin-Hyek | Londres | 2087        | OR     |

## Résultats

### Tour de classement
| Rang | Nation          | Archers                                              | Score | 10s | Xs |
| ---- | --------------- | ---------------------------------------------------- | ----- | --- | -- |
| 1    | Corée du Sud    | Oh Jin-hyek Kim Je-deok Kim Woojin                   | 2049  | 119 | 56 |
| 2    | Pays-Bas        | Gijs Broeksma Steve Wijler Sjef van den Berg         | 2012  | 96  | 35 |
| 3    | Chine           | Wang Dapeng Li Jialun Wei Shaoxuan                   | 2011  | 94  | 25 |
| 4    | Japon           | Takaharu Furukawa Hiroki Muto Yuki Kawata            | 1988  | 86  | 23 |
| 5    | États-Unis      | Brady Ellison Jack Williams Jacob Wukie              | 1987  | 89  | 29 |
| 6    | Taipei chinois  | Deng Yu-cheng Wei Chun-heng Tang Chih-chun           | 1985  | 83  | 25 |
| 7    | Indonésie       | Riau Salsabilla Arif Pangestu Alviyanto Prastyadi    | 1979  | 81  | 27 |
| 8    | Kazakhstan      | Ilfat Abdullin Sanzhar Mussayev Denis Gankin         | 1973  | 83  | 31 |
| 9    | Inde            | Pravin Jadhav Atanu Das Tarundeep Rai                | 1961  | 72  | 18 |
| 10   | Grande-Bretagne | James Woodgate Tom Hall Patrick Huston               | 1959  | 67  | 27 |
| 11   | Australie       | David Barnes Ryan Tyack Taylor Worth                 | 1949  | 69  | 27 |
| 12   | France          | Pierre Plihon Thomas Chirault Jean-Charles Valladont | 1941  | 65  | 22 |

### Tableau final
| 1er tour | 1er tour        | 1er tour | 1er tour | 1er tour | 1er tour | 1er tour |  |  | Quarts de finale | Quarts de finale | Quarts de finale | Quarts de finale | Quarts de finale | Quarts de finale | Quarts de finale |  |   | Demi-finales   | Demi-finales | Demi-finales | Demi-finales | Demi-finales | Demi-finales | Demi-finales |  |                               | Finale                        | Finale                        | Finale                        | Finale                        | Finale                        | Finale                        | Finale |
|          |                 |          |          |          |          |          |  |  |                  |                  |                  |                  |                  |                  |                  |  |   |                |              |              |              |              |              |              |  |                               |                               |                               |                               |                               |                               |                               |        |
|          |                 |          |          |          |          |          |  |  |                  |                  |                  |                  |                  |                  |                  |  |   |                |              |              |              |              |              |              |  |                               |                               |                               |                               |                               |                               |                               |        |
|          |                 |          |          |          |          |          |  |  | 1                | Corée du Sud     | 59               | 59               | 56               |                  | 6                |  |   |                |              |              |              |              |              |              |  |                               |                               |                               |                               |                               |                               |                               |        |
| 9        | Inde            | 55       | 52       | 56       | 55       | 6        |  |  | 9                | Inde             | 54               | 57               | 54               |                  | 0                |  |   |                |              |              |              |              |              |              |  |                               |                               |                               |                               |                               |                               |                               |        |
| 8        | Kazakhstan      | 54       | 51       | 57       | 54       | 2        |  |  |                  |                  |                  |                  |                  |                  |                  |  |   | 1              | Corée du Sud | 58           | 54           | 58           | 53           | 5 (28)       |  |                               |                               |                               |                               |                               |                               |                               |        |
| 5        | États-Unis      | 52       | 55       | 58       |          | 6        |  |  |                  |                  |                  |                  |                  |                  |                  |  |   | 4              | Japon        | 54           | 55           | 55           | 56           | 4 (28)       |  |                               |                               |                               |                               |                               |                               |                               |        |
| 12       | France          | 51       | 45       | 54       |          | 0        |  |  | 5                | États-Unis       | 52               | 53               | 53               |                  | 1                |  |   |                |              |              |              |              |              |              |  |                               |                               |                               |                               |                               |                               |                               |        |
|          |                 |          |          |          |          |          |  |  | 4                | Japon            | 55               | 53               | 55               |                  | 5                |  |   |                |              |              |              |              |              |              |  |                               |                               |                               |                               |                               |                               |                               |        |
|          |                 |          |          |          |          |          |  |  |                  |                  |                  |                  |                  |                  |                  |  |   |                |              |              |              |              |              |              |  |                               | 1                             | Corée du Sud                  | 59                            | 60                            | 56                            |                               | 6      |
|          |                 |          |          |          |          |          |  |  |                  |                  |                  |                  |                  |                  |                  |  |   |                |              |              |              |              |              |              |  |                               | 6                             | Taipei chinois                | 55                            | 58                            | 55                            |                               | 0      |
|          |                 |          |          |          |          |          |  |  | 3                | Chine            | 55               | 50               | 54               |                  | 1                |  |   |                |              |              |              |              |              |              |  |                               |                               |                               |                               |                               |                               |                               |        |
| 11       | Australie       | 53       | 53       | 57       | 52       | 4 (27)   |  |  | 6                | Taipei chinois   | 55               | 54               | 56               |                  | 5                |  |   |                |              |              |              |              |              |              |  |                               |                               |                               |                               |                               |                               |                               |        |
| 6        | Taipei chinois  | 48       | 55       | 55       | 58       | 5 (28)   |  |  |                  |                  |                  |                  |                  |                  |                  |  | 6 | Taipei chinois | 56           | 54           | 59           |              | 6            |              |  |                               |                               |                               |                               |                               |                               |                               |        |
| 7        | Indonésie       | 51       | 52       | 51       |          | 0        |  |  |                  |                  |                  |                  |                  |                  |                  |  | 2 | Pays-Bas       | 53           | 52           | 55           |              | 0            |              |  |                               |                               |                               |                               |                               |                               |                               |        |
| 10       | Grande-Bretagne | 55       | 53       | 55       |          | 6        |  |  | 10               | Grande-Bretagne  | 54               | 57               | 50               | 54               | 3                |  |   |                |              |              |              |              |              |              |  | Match pour la troisième place | Match pour la troisième place | Match pour la troisième place | Match pour la troisième place | Match pour la troisième place | Match pour la troisième place | Match pour la troisième place |        |
|          |                 |          |          |          |          |          |  |  | 2                | Pays-Bas         | 54               | 56               | 54               | 57               | 5                |  |   |                |              |              |              |              |              |              |  |                               | 4                             | Japon                         | 55                            | 54                            | 53                            | 57                            | 5 (28) |
|          |                 |          |          |          |          |          |  |  |                  |                  |                  |                  |                  |                  |                  |  |   |                |              |              |              |              |              |              |  |                               | 2                             | Pays-Bas                      | 58                            | 52                            | 57                            | 56                            | 4 (28) |

### Classement final
| Rang | Nation         | Archers                                      |
| ---- | -------------- | -------------------------------------------- |
| 1    | Corée du Sud   | Kim Je-deok Kim Woojin Oh Jin-hyek           |
| 2    | Taipei chinois | Deng Yu-cheng Tang Chih-chun Wei Chun-Heng   |
| 3    | Japon          | Takaharu Furukawa Yuki Kawata Hiroki Muto    |
| 4    | Pays-Bas       | Gijs Broeksma Sjef van den Berg Steve Wijler |
| 5    | Royaume-Uni    | Tom Hall Patrick Huston James Woodgate       |
| 6    | Chine          | Li Jialun Wang Dapeng Wei Shaoxuan           |
| 7    | États-Unis     | Brady Ellison Jack Williams Jacob Wukie      |
| 8    | Inde           | Atanu Das Pravin Jadhav Tarundeep Rai        |
| 9    | Australie      | David Barnes Ryan Tyack Taylor Worth         |